# Championnats du monde de triathlon longue distance 2014
Navigation
Édition précédente Édition suivante
Les championnats du monde de triathlon longue distance 2014, vingt-et-unième édition des championnats du monde de triathlon longue distance, ont eu lieu le 21 septembre 2014 à Weihai, en République populaire de Chine.

## Palmarès

### Elites
| Rang | Nom                | Temps           |
| ---- | ------------------ | --------------- |
| 1    | Bertrand Billard   | 5 h 09 min 09 s |
| 2    | Sylvain Sudrie     | 5 h 11 min 50 s |
| 3    | Cyril Viennot      | 5 h 15 min 34 s |
| 4    | Graham O'Grady     | 5 h 17 min 53 s |
| 5    | Craig Alexander    | 5 h 20 min 45 s |
| 6    | Gustavo Iglesias   | 5 h 21 min 53 s |
| 7    | Rasmus Petræus     | 5 h 22 min 09 s |
| 8    | Samuel Betten      | 5 h 23 min 26 s |
| 9    | Antony Costes      | 5 h 24 min 24 s |
| 10   | Nikolay Yaroshenko | 5 h 25 min 41 s |

| Rang | Nom              | Temps           |
| ---- | ---------------- | --------------- |
| 1    | Camilla Pedersen | 5 h 43 min 31 s |
| 2    | Kaisa Lehtonen   | 5 h 47 min 47 s |
| 3    | Andrea Hewitt    | 5 h 54 min 29 s |
| 4    | Ewa Bugdol       | 5 h 58 min 49 s |
| 5    | Eva Potúčková    | 6 h 00 min 44 s |
| 6    | Laura Bennett    | 6 h 02 min 55 s |
| 7    | Vanessa Gianinni | 6 h 05 min 40 s |

### U23 (Espoir)
| Rang | Nom                 | Temps           |
| ---- | ------------------- | --------------- |
| 1    | Ryan Waddington     | 5 h 36 min 50 s |
| 2    | Guillaume Lecallier | 5 h 56 min 03 s |
| 3    | Takaaki Hiraoka     | 6 h 21 min 36 s |

| Rang | Nom              | Temps           |
| ---- | ---------------- | --------------- |
| 1    | Daniela Kaminska | 6 h 58 min 11 s |
| 2    | Claire Johnstone | 7 h 32 min 27 s |

## Distances
| Distances course (kilomètres) | Distances course (kilomètres) | Distances course (kilomètres) |
| Natation                      | Vélo                          | Course à pied                 |
| ----------------------------- | ----------------------------- | ----------------------------- |
| 4                             | 120                           | 30                            |